# ناو آراگون
ناو آراگون (به انگلیسی: Spanish cruiser Aragon) یک کشتی بود که طول آن ۲۳۶ فوت ۰ اینچ (۷۱٫۹۳ متر) بود. این کشتی در سال ۱۸۷۹ ساخته شد.